# Neurigona disjuncta
Neurigona disjuncta är en tvåvingeart som beskrevs av Van Duzee 1913. Neurigona disjuncta ingår i släktet Neurigona och familjen styltflugor. Inga underarter finns listade i Catalogue of Life.